# Хирд
Хирд (изредка встречается написание Гирд) — боевая дружина в Скандинавии эпохи викингов, имевшая возможность сражаться группами от всего состава до пар воинов. Хирд подчинялся конунгу, ярлу или херсиру. Как правило, дружинники-хирдманны полностью повиновались вождю, представляя собой подобие семьи.
Термин происходит от древнескандинавского слова hirð, которое в зависимости от ситуации может иметь значения «подворье», «семья», «свита», «суд». Также специализированный термин hirð (швед. girð) на датских рунических камнях известен с X в.
В жанре литературы фэнтези (например, в «Алмазный меч, деревянный меч» Ника Перумова) слово приобрело новое значение — хирдом называется монолитный боевой порядок гномов[значимость факта?].
Название «Хирд» носила военизированная организация норвежской национал-социалистической партии «Национальное единение» Видкуна Квислинга, которая являлась силовой опорой коллаборационистского правительства в ходе немецкой оккупации 1940—1945 годов.